# 抜海村
抜海村（ばっかいむら）は、北海道稚内市の地名、および同所にかつて存在した村。

## 歴史
- 1878年（明治11年） - 北海道宗谷郡に抜海村設立[1]
- 1898年（明治31年） - 稚内尋常高等小学校の分教場として抜海小学校設立[1]
- 1900年（明治33年） - 声問村とともに稚内村に併合され村は消滅[1]

## 公共施設
教育
かつて稚内市立抜海小中学校があったが、2007年4月に稚内市立稚内南小学校と稚内市立稚内南中学校に統合され廃止された。
医療
医療機関はなく、医療が必要な場合には稚内市街まで行かなければならない。
交通
北海道道106号稚内天塩線や北海道道510号抜海兜沼停車場線が走っている。JR宗谷本線抜海駅があったが、利用者が見込めないことから2025年3月14日をもって廃止された。